# Operación Jump Start
La Operación Jump Start (traducido como: Operación "Buen inicio") fue una operación para ayudar a la Oficina de Aduanas y Protección Fronteriza de los Estados Unidos, anunciada por el presidente George W. Bush en mayo de 2006. La misión implicó el despliegue de tropas de la Guardia Nacional de los Estados Unidos a lo largo de la frontera entre México y Estados Unidos con el fin de hacer cumplir la seguridad fronteriza y la construcción de una valla fronteriza. Las reglas de despliegue se definieron en un memorando de acuerdo entre funcionarios del Departamento de Defensa y los gobernadores de Arizona, California,Nuevo México y Texas, y también de México.
Los miembros de la Guardia Nacional involucrados en la operación no participaron en actividades policiales debido al aspecto político y moral del uso de tropas en la frontera entre Estados Unidos y México. Estaban apoyando las agencias de Aduanas y Protección Fronteriza de Estados Unidos y de la Patrulla Fronteriza de Estados Unidos (USC&BP) con capacidades administrativas, de observación y de recopilación de inteligencia y proyectos de ingeniería civil. Al asumir temporalmente estas funciones de la USC&BP, enviando agentes como unidades de campo.
Las operaciones militares con la Operación Jump Start tenían como objetivo principal observar e informar. Las reglas de enfrentamiento para la operación eran muy restrictivas y solo permitían una escalada a la letalidad cuando se enfrentaba con la misma cantidad de fuerza de otro. La Guardia Nacional instaló sitios de identificación de entrada para detectar extranjeros indocumentados. Muchas de las zonas de operación se encontraban en lugares desolados; algunos lugares eran tan remotos que las tropas llegaron en helicópteros UH-60.

## Resumen estadístico
El 15 de julio de 2008 finalizó la Operación Jump Start. En su apogeo, había hasta 6.000 soldados y aviadores de la Guardia Nacional en la misión, de los cuales más de 29.000 provenían de todos los estados y territorios. Durante la operación:
Más de 176.000 extranjeros ilegales fueron detenidos
Más de 1.100 vehículos fueron incautados
Se incautaron más de 321.000 libras (146.000 kg) de marihuana y cocaína.
Más de 28.000 horas de vuelo fueron registradas por pilotos de la Guardia Nacional
Se construyeron más de 31 kilómetros (19 millas) de carreteras, 61 kilómetros (38 millas) de vallas y 154 kilómetros (96 millas) de barreras para vehículos.
Se repararon cerca de 1.160 kilómetros (720 millas) de carreteras.

## Medalla de servicio
En 2008, la Medalla al Servicio de las Fuerzas Armadas fue autorizada para las fuerzas de la Guardia Nacional desplegadas en Texas, Nuevo México, Arizona y California para ayudar al Departamento de Seguridad Nacional a asegurar la frontera suroeste de los Estados Unidos.

## Controversia
La operación fue criticada por crear la ilusión de que la administración está asegurando la frontera, cuando solo daba resultados pequeños. La operación implicó el trabajo conjunto Oficina de Aduanas y Protección Fronteriza (CBP) de Estados Unidos y la Guardia Nacional (NG) para controlar la afluencia de inmigrante. Las reglas de enfrentamiento de la operación son restrictivas y solo permiten una escalada a la letalidad cuando se enfrenta con la misma cantidad de fuerza de otro. Otra crítica es que la operación sólo desperdicia dinero de los contribuyentes y que los gobernadores no proporcionan los fondos necesarios, lo que no permite que las tropas de la Guardia Nacional se extiendan a lo largo de toda la frontera.